# Хамар
Хамар (норв. Hamar) је значајан град у Норвешкој. Град је у оквиру покрајине Источне Норвешке и седиште и највећи град округа Хедмарк.
Према подацима о броју становника из 2011. године у Хамару живи око 23 хиљаде становника, док у ширем градском подручју живи око 30 хиљада становника.

## Географија
Град Хамар се налази у јужном делу Норвешке. Од главног града Осла град је удаљен 130 km северно од града.
Рељеф: Хамар се налази у средишњем делу Скандинавског полуострва. Град се развио на обали језера Мјеса, у области Хедмаркен. Приобално подручје је више равничарско и добро обрађено, али се ка истоку издижу брда и планине. Сходно томе, надморска висина града иде од 120 до преко 200 м надморске висине.
Клима: Клима у Хамару је континентална са утицајем и Голфске струје. Њу одликују оштре зиме и блага лета.
Воде: Хамар се развио на источној обали великог норвешког језера Мјеса. Уз језеро налази се дуг кеј, омања лука и лепо уређена марина.

## Историја
Први трагови насељавања на месту данашњег Хамара јављају се у доба праисторије. У викиншком раздобљу (500–1000. година) у близини града налазило се утврђење Акер, једно од средишта викиншке власти на тлу данашње Норвешке.
Помен првог сталног насеља везује се за годину 1152, када се месно средиште померило на место данашњег града. У 14. веку насеље је било важно трговиште и верско седиште у оквирима Скандинавије. Међутим, куга, а касније борбе везане за реформацију уништиле су насеље, па је оно средином 16. века остало само утврђење Хамархус за надзор околних сељана. Остаци средњовековне саборне цркве и важнијих грађевина сачувани су до данас.
Почетком 19. века јавила се потреба за развојем новог управног и привредног средишта дубље у норвешком копну. После много година већања, 1848. године тадашњи шведско-норвешки краљ је потписао указ о оснивању града Хамара. Град је одмах добио план, на основу којег је изграђен по правилној, ортогоналној мрежи. Како је новопридошло становништво имало повластице првих деценија град се брзо развијао.
Током петогодишње окупације Норвешке (1940—45) од стране Трећег рајха Хамар и његово становништво нису значајније страдали.

## Становништво
Данас Хамар има око 23 хиљаде у градским границама, односно око 30 хиљада у ширем градском подручју. Последњих година број становника у граду се повећава по годишњој стопи од близу 0,5%.

## Привреда
Привреда Хамара се традиционално заснивала на трговини и индустрији. Последњих година значај туризма, трговине, пословања и услуга је све већи.

## Партнерски градови
- Кармијел
- Грајфсвалд
- Кан Јунис
- Lund Municipality
- Dalvík

## Галерија
- Саборна црква Хамара
- Остаци средњовековне саборне цркве
- Здање суда у Хамару
- Стара брвнара у оквиру Музеја Хедмарка